# Shelley Harland
Pour les articles homonymes, voir Harland.
 (janvier 2014).
Shelley Harland est une chanteuse, auteure, compositrice britannique connue pour avoir collaboré avec Delerium, Junkie XL ou encore Ferry Corsten.

## Biographie
Shelley Harland nait en Angleterre d’un père charpentier et d’une mère infirmière, tous deux créatifs, Shelley aura l’opportunité de s’épanouir artistiquement grâce au soutien de ses parents.
N’ayant jamais pris de cours pratique en musique ou chant, la chanteuse découvre son talent pour la musique lors de son séjour à New York, avec pour seul matériel un sampler huit pistes et une guitare acoustique, Shelley composera ses premières chansons durant cette période.
Après avoir fait écouter ses chansons à un ami travaillant dans le monde de la musique, Shelley signe très vite chez Chrysalis Publishing à Los Angeles, s’ensuit plusieurs collaboration avec entre autres John Cale, Larry Klein ou encore Andy Barlow du groupe Lamb.
En 1999, Shelley édite son premier album, en collaboration avec le programmeur australien Andrew Wright, sous le nom de "Phoelar". Ce premier effort aux sonorités trip hop posera l’univers de l’artiste les deux albums qui suivront.
En dehors de sa carrière solo, la chanteuse collabore avec plusieurs DJ tel que Ferry Corsten, Junkie XL, Morgan Page ou encore Delerium qu’elle accompagnera lors de leur tournée en 2003.
La même année, Shelley édite son deuxième album sous le pseudonyme "Harland", cet album bien que restant proche des ambiances du premier est toutefois marqué par les diverses influences des univers de ses différentes collaborations.
Deux ans plus tard la jeune chanteuse édite, toujours sous le pseudonyme "Harland", son troisième album qui marquera en quelque sorte la fin d’une trilogie, puisque les albums qui suivront, bien que toujours influencés par la musique électronique, seront cependant beaucoup plus acoustiques.
En 2009, Shelley édite son quatrième album intitulé Red Leaf sous son nom complet, cet album composé de douze chansons marquera un virage dans la carrière de la chanteuse, délaissant les sons électroniques pour la chaleur des instruments acoustiques. Quatre singles serviront à la promotion de cet album, les chansons Wonder, Friday, Stranger et In the Dark, cette dernière sera également utilisée dans une publicité pour une montre Omega.
Après une période de silence radio concernant un nouvel album solo, bien que ne délaissant pas les collaborations avec d’autres artistes, la chanteuse annonce qu’une campagne de financement pour son nouvel album est lancée.
Et c’est ainsi qu’en 2014, Shelley éditera le 28 janvier prochain son nouvel album intitulé The Girl Who Cried Wolf dont le premier single New Things est déjà disponible depuis le 14 janvier en téléchargement légal accompagné de plusieurs remix.

## Discographie

### Collaborations
| Année | Artiste       | Titre(s)         | Label              | Type   | Notes                                                    |
| ----- | ------------- | ---------------- | ------------------ | ------ | -------------------------------------------------------- |
| 2003  | Delerium      | Above the Clouds | Nettwerk           | Single | Shelley chante le titre "Above the Clouds"               |
| 2003  | Junkie XL     | Radio XL         | Roadrunner Records | Album  | Shelley chante le titre "Rivers"                         |
| 2003  | Ferry Corsten | Right of Way     | Tsunami            | Album  | Shelley chante les titres "Holding On" et "Skindeep"     |
| 2004  | Rio Klein     | Fearless         | Nettwerk           | Single | Shelley chante le titre "Fearless"                       |
| 2005  | Pole Folder   | Zero Gold        | Bedrock Records    | Album  | Shelley chante les titres "Abrasion" et "Fall In Violet" |
| 2006  | Sleepthief    | The Dawnseeker   | Neurodisc Records  | Album  | Shelley chante le titre "Desire of Ages"                 |
| 2007  | Loverush UK   | Different World  | Loverush Digital   | Single | Shelley chante le titre "Different World"                |
| 2007  | Mike Hiratzka | Only Human       | Impropa Talent     | Single | Shelley chante le titre "Only Human"                     |
| 2007  | Guru          | Follow the signs | ??                 | Album  | Jazzmatazz vol.4                                         |
| 2008  | Pole Folder   | The Secret       | Sundown Recordings | Single | Shelley chante le titre "The Secret"                     |
| 2008  | Pole Folder   | Radio 101        | Proton Music       | Single | Shelley chante les titres "Radio 101" et "Mona Kea"      |
| 2008  | Pole Folder   | Love Chemical    | Faith Music        | Single | Shelley chante le titre "Love Chemical"                  |
| 2008  | Headstrong    | Helpless         | Solar Records      | Single | Shelley chante le titre "Helpless"                       |
| 2012  | Morgan Page   | In the Air       | Nettwerk           | Album  | Shelley chante le titre "Loves Mistaken"                 |
| 2018  | Sleepthief    | Mortal Longing   | Echotone Records   | Album  | Shelley chante le titre "Bruised by a Breath"            |